# Monti del Ponto
I Monti del Ponto sono una catena montuosa nella Turchia settentrionale, la cui fine si estende nella Georgia sud-occidentale. La catena scorre principalmente da est verso ovest, parallela e vicina alla costa meridionale del Mar Nero. Il punto più alto della catena è il Kaçkar Dağı, che giunge a 3942 m di altezza.
Le montagne sono generalmente coperte da fitte foreste, principalmente di conifere. Le foreste di conifere e caducifoglie del Nord dell'Anatolia sono un'ecoregione che copre gran parte della catena, mentre la vegetazione tipica del Caucaso si estende dalla fine orientale, conosciuta come Monti Kaçkar. La stretta costa fra le montagne e il Mar Nero, appunto conosciuta come Ponto, è coperta da foreste di latifoglie. L'altopiano anatolico, che si estende a sud della catena, ha un clima molto più secco e continentale dell'umida e mite costa.